# Antonio Ramirez
Antonino Ramirez, noto anche con lo pseudonimo di Antonio (Palermo, 5 marzo 1899 – 2 novembre 1969), è stato un politico italiano deputato alla Consulta Nazionale e sottosegretario durante il Governo Bonomi II.

## Biografia
Di professione Avvocato del Foro di Palermo, venne nominato Sottosegretario di Stato alla Marina Mercantile del Governo Bonomi II, dal 18 giugno 1944 fino al 10 dicembre 1944. Fu Consultore Nazionale e Vice Presidente della Consulta Regionale per la Sicilia. Dal 1948 al 1955 la sua voce si levava in quanto deputato dell'Assemblea Siciliana: "dalla tribuna, con voce pacata e ferma, chiedeva il rispetto di quelle norme statutarie, alla formulazione delle quali, aveva dato il suo valido contributo".
Padre di due figli, Leonardo Ramirez (imprenditore) e Giuseppe Ramirez, un noto avvocato palermitano, il quale venne brutalmente assassinato a coltellate all'interno del suo studio legale, nell'ottobre dell'89. 

## Politica Nazionale
Con la caduta del fascismo, venne designato come membro dei 430 Consultori Nazionali, incaricati di determinare la composizione dell'Assemblea Costituente, fino alle prime elezioni tenutesi nell'Italia Repubblicana.
Con Ferruccio Parri, divenne uno dei maggiori esponenti del Partito d'Azione, sino a seguirlo nella Concentrazione Democratica Repubblicana, partito col quale si candida alle elezioni del 1946, senza venir eletto data la scarsa riuscita della CDR che, in quel caso, non ottenne neanche un seggio, ottenne comunque 1 892 preferenze, nello stesso gruppo venne superato solo da Ugo La Malfa e Giuseppe Scialabba, con quest'ultimo legato da vincolo di parentela.

## Deputato all'Assemblea Regionale Siciliana
È stato un esponente del Partito Repubblicano, con il quale si presentò alle elezioni venendo eletto Deputato dell'Assemblea Regionale Siciliana, per la prima legislatura (30 maggio 1947 - 5 giugno 1951). Dello Statuto della Regione Siciliana fu anche un fiero redattore, tanto da esser presente nella stele commemorativa presso Palazzo Comitini a Palermo.
Venne riconfermato anche per la seconda legislatura (3 luglio 1951 - 20 marzo 1955) venendo rieletto nel collegio di Agrigento all'interno delle liste del Blocco del Popolo, con 23 625 preferenze personali (pari al 23,09% dei voti totali della lista).
Poco dopo la sua scomparsa, in seduta all'ARS tenutasi giorno 11 novembre 1969 viene ricordato dal Presidente come: "Figura fra le più autorevoli del filone democratico autonomista, che ha caratterizzato tanta parte della vita pubblica Siciliana [...], Onorevoli colleghi, l’Assemblea si china riverente dinanzi alla figura di Antonino Ramirez, che, con [...] tanti altri oggi a noi vicini, hanno concorso all’affermazione dell'autonomia, entrando a far parte della ancor breve ma densa storia siciliana".
Ha preso parte a due giudizi di attribuzione davanti alla Corte Costituzionale, tra la Regione Sicilia e lo Stato, la prima risoltasi nella sentenza 13/1960, e la seconda nella sentenza 35/1962, agiva in quanto Avvocato per il Presidente della Regione Siciliana, in entrambe venne dichiarata la competenza Statuale per le materie per cui venne sollevata la questione di legittimità costituzionale.